# Patri Carballo
Patri Carballo (La Coruña, Galicia, 16 de febrero de 1996) es una exfutbolista española que jugaba como delantera, y llegó a disputar la Primera División de España con el Club Deportivo TACON. Fue además atleta en velocismo previo a su consolidación como futbolista y llegó a ostentar varias plusmarcas, además de un campeonato de España juvenil en los 200 metros lisos con una marca de 25,09 segundos, y un subcampeonato de España absoluto en la misma modalidad con una marca de 24,36 segundos, récord de Galicia.
Es licenciada en fisioterapia por la Universidad Rey Juan Carlos de Madrid.

## Trayectoria

### Atletismo e inicios futbolísticos
Desde muy joven comenzó su carrera deportiva en el atletismo con el Club de Atletismo Coruña Comarca, logrando varias plusmarcas a nivel nacional en la práctica totalidad de las modalidades de velocidad. Casi al mismo tiempo se inició también en el fútbol con la Orzán Sociedad Deportiva de la Primera Nacional, club en el que ingresó en 2010 y que compaginó con su equipo filial. Sus grandes cualidades para el deporte la llevaron a ser una de las promesas del deporte nacional con apenas quince años y llegó a ser comparada con sus compatriotas Vero Boquete o Mari Paz Vilas:

“Tiene un nivel muy alto y físicamente posee unas condiciones destacadas. Se integró muy bien en el grupo, ya es una más, y en el apartado futbolístico, ahora que la puedo ver día a día, voy comprobando cosas... Tiene un golpeo fantástico con las dos piernas y un salto impresionante por su gran tren inferior. Además es generosa, algo difícil de ver en una delantera. Tiene una gran visión de juego y levanta la cabeza siempre cuando tiene el balón controlado.”
Manu Sánchez. Entrenador del Orzán Sociedad Deportiva. Agosto de 2010

Si bien su edad le permitió compaginar ambas disciplinas deportivas, estuvo más centrada en el atletismo debido a sus notables resultados, hasta que finalmente en 2015 y por causa de las lesiones crónicas lo dejó. Con el Orzán S. D. llegó a disputar varios encuentros en la segunda categoría e incluso llegó a formar parte de la selección española sub-17 con apenas ctorce años.

### Traslado a Madrid
Fue el Club Atlético de Madrid quien le ofreció su primer contrato. La jugadora, quien se encontraba en Madrid por sus estudios de fisioterapia, encontró en el fútbol de alto nivel la oportunidad de continuar su carrera deportiva y dejar atrás las lesiones como así le aconsejó su entrenador de atletismo:

“Yo lo que quiero es que sea feliz. En el deporte que sea. Tengo una relación con ella casi como de padre a hija, y por eso lo primero era pensar en lo mejor para ella. Yo creo que el problema de Patricia es que nunca se encontró a gusto del todo en Madrid. Se tuvo que trasladar allí por un tema familiar y, claro, aquí estábamos muy encima de ella. La mimábamos mucho. Pero, a distancia, la veía muy desanimada con tantas lesiones en el bíceps femoral. Ni los médicos se ponían de acuerdo en señalar la procedencia de las mismas. El último cartucho era que se viniera en mayo a entrenar con nosotros en A Coruña, al acabar la carrera de fisioterapia. Pero la vi lentísima. Corría con miedo. Así que hablé las cosas claras con ella y le aconsejé que dejara el atletismo los años que lo necesitara y, si más adelante volvía a ilusionarse, que volviera.”
José Carlos Tuñas. Entrenador personal de atletismo. Agosto de 2015

“Para mí era muy importante contar con el apoyo de José Carlos. De lo contrario, sería muy duro haber tomado esa decisión. Así que llamé a Manu Sánchez, mi ex-entrenador en el Orzán y le dije que iba a dejar el atletismo. Que si conocía a algún equipo por Madrid en el que jugar porque yo andaba un poco perdida en esos temas y él conoce a mucha gente. Yo esperaba un equipillo [sic.] modesto, para ir empezando, pero habló con el Atlético de Madrid y ya me llamaron esa misma tarde. No me lo esperaba. Después de tres años y medio sin jugar, volver y hacerlo en un club tan grande y tan importante.”
Patri Carballo. Agosto de 2015

Incorporada en su equipo filial Atlético de Madrid Féminas "B" en Segunda División, en su primera temporada logró el campeonato del grupo V. No pudieron revalidar el título al año siguiente, finalizando como terceras clasificadas tras el Madrid Club de Fútbol y el Club Deportivo TACON, este último de reciente creación y que terminó por ser su nuevo destino.

### Ascenso a la máxima categoría
Tras llegar al club de Hortaleza, se convirtió en una de las habituales del equipo titular en el perfil derecho del campo. De nuevo en su primera temporada, la 2017-18, se proclamó junto a sus compañeras campeona de liga, lo que les permitió disputar la fase de ascenso a Primera División. Pese a deshacerse en semifinales del Club Esportiu Seagull cayeron en la final frente a las Escuelas de Fútbol de Logroño por un 3-2 global que les privó disputar la máxima categoría. Fue entonces cuando a la gallega se le presentó la oportunidad de recalar en Estados Unidos mediante una beca para realizar un máster en la Georgia Southern University y unirse a los Georgia Southern Eagles.
Ya como titulada en fisioterapia viajó a Georgia. Sin embargo unos problemas burocráticos, la impidieron finalmente matricularse en la universidad, y por consiguiente pertenecer oficialmente al equipo. Durante los meses que duró el litigio para intentar solucionar el lapso administrativo la jugadora entrenó con el equipo pero no podía disputar encuentros ni realizar viajes. Le ofrecieron incorporarse a la temporada siguiente, ya que tenía la beca, pero declinó la oferta y decidió volver a España. Tras especularse sobre una posible incorporación al Real Club Deportivo de La Coruña volvió al C. D. TACON de Madrid, donde Patri tiene establecida su vida. Integrada nuevamente en el equipo esta vez sí pudo lograr el ascenso el 19 de mayo de 2019 tras derrotar en unas reñidas eliminatorias al Zaragoza Club de Fútbol y al Santa Teresa Club Deportivo, dos clubes que venían de disputar la máxima categoría.

## Clubes
| Club                           | País   | Año     |
| ------------------------------ | ------ | ------- |
| Orzán Sociedad Deportiva       | España | 2010-15 |
| Atlético de Madrid Féminas "B" | España | 2015-17 |
| Club Deportivo TACON           | España | 2017-20 |

## Vida privada
Patri era amiga íntima de Celia Barquín, golfista cántabra que fue trágicamente asesinada en Iowa en septiembre de 2018.